# Gio Batta Morassi
Gio Batta Morassi (Arta Terme, 2 luglio 1934 – Cremona, 27 febbraio 2018) è stato un liutaio italiano.

## Biografia
Nato a Cedarchis di Arta Terme in provincia di Udine nel 1934, era noto e stimatissimo costruttore e restauratore di strumenti ad arco, attivo a Cremona, dove risiedeva. Nel 1942 da Cedarchis la famiglia si trasferì a Camporosso. Frequentate le scuole elementari e le professionali a Tarvisio, nel 1950 Morassi in considerazione delle sue spiccate qualità ottenne una borsa di studio dalla Camera di Commercio di Udine e poté così frequentare la Scuola Internazionale di Liuteria di Cremona, dove ottenne brillantemente il diploma nel 1955. Frequentate le botteghe di liuteria di Peter Tatàr, Giuseppe Ornati e Ferdinando Garimberti, è diventato a sua volta docente di laboratorio nella scuola che l'ha visto studente. Ha fondato l'Associazione Liutaria Italiana 
e la Cooperativa Editoriale Liutaria, occupandosi della formazione di giovani liutai. Ha lavorato come perito per il Teatro Comunale di Firenze, il Maggio Musicale Fiorentino e per l'Accademia Nazionale Santa Cecilia di Roma.

## Liuteria
Molto noto anche in Giappone, è considerato uno dei maestri liutai che hanno riportato la liuteria di Cremona, dopo un periodo di stallo, al livello che da secoli la caratterizza. 

Ha scoperto negli anni '50 l'"abete di risonanza" nella foresta di Tarvisio. Ha operato nel laboratorio "Liuteria Artistica Cremonese", che ha gestito con il figlio e il nipote Giovanni e Simeone, anch'essi liutai. 
Ha ottenuto moltissime onorificenze in tutto il mondo e lunedì 8 giugno 2015 all'Università di Udine gli è stata conferita la Laurea Magistrale ad Honorem in Discipline della Musica e dello Spettacolo e del Cinema. In questa occasione ha tenuto una lectio magistralis dal titolo "Il saper fare liutario: dalla conoscenza del legno alla tradizione dello strumento musicale".